# 珍·基根斯
珍妮佛·安·基根斯（英語：Jennifer Ann Kiggans，1971年6月18日—）是一位美國政治人物和执业护士，現為維吉尼亞州第二國會選區聯邦眾議員，基根斯是共和黨籍，曾是美國海軍直升機飛行員。

## 外部連結
- Congresswoman Jen Kiggans （页面存档备份，存于） official U.S. House website
- Campaign website （页面存档备份，存于）
- 美國國會國家人物傳記大辭典中的傳記
- 由華盛頓郵報維護的投票記錄
- 智慧投票计划中的傳記、投票紀錄及利益集團評級
- 聯邦選舉委員會中的競選財務報告和數據
- C-SPAN內的頁面（英文）
- Jen Kiggans （页面存档备份，存于） at the Virginia Public Access Project